# جام باشگاه‌های اروپا ۸۶–۱۹۸۵
جام باشگاه‌های اروپا ۸۶–۱۹۸۵، سی و یکمین فصل رقابت‌های فوتبال جام باشگاه‌های اروپا بود. استوا بخارست رومانی با برتری مقابل بارسلونا در فینال جام باشگاه‌های اروپا ۱۹۸۶ در ضربات پنالتی، برای اولین بار فاتح این رقابت‌ها شد.

## دور اول
| تیم ۱                | نتیجه‌نهایی  | تیم ۲          | بازی رفت | بازی برگشت |
| -------------------- | ----------- | -------------- | -------- | ---------- |
| گورنیک زابژه         | ۲–۶         | بایرن مونیخ    | ۱–۲      | ۱–۴        |
| دینامو برلینر        | ۱–۴         | آستریا وین     | ۰–۲      | ۱–۲        |
| اندرلشت              | (w/o)       | اورتون         | –        | –          |
| Rabat Ajax           | ۰–۱۰        | اومانیا        | ۰–۵      | ۰–۵        |
| بوداپست هونود        | ۵–۱         | شامروک روورز   | ۲–۰      | ۳–۱        |
| وایله بلدکلوب        | ۲–۵         | استوا بخارست   | ۱–۱      | ۱–۴        |
| زنیت سن پترزبورگ     | ۴–۰         | وولرنگا        | ۲–۰      | ۲–۰        |
| باشگاه فوتبال کوسیسی | ۴–۲         | سارایوو        | ۲–۱      | ۲–۱        |
| لینفیلد              | ۳–۴         | سروت ۱۸۹۰      | ۲–۲      | ۱–۲        |
| ÍA                   | 2–7         | آبردین         | ۱–۳      | ۱–۴        |
| گوتبورگ              | ۵–۳         | بوتو پلوودیو   | ۳–۲      | ۲–۱        |
| بوردو                | ۲–۳         | فنرباغچه       | ۲–۳      | ۰–۰        |
| اسپارتا پراگ         | ۲–۲ (گ.خ.خ) | بارسلونا       | ۱–۲      | ۱–۰        |
| پورتو                | ۲–۰         | آژاکس آمستردام | ۲–۰      | ۰–۰        |
| هلاس ورونا           | ۵–۲         | پائوک          | ۳–۱      | ۲–۱        |
| Jeunesse Esch        | ۱–۹         | یوونتوس        | ۰–۵      | ۱–۴        |

(w/o) اورتون به دلیل محرومیت از ورود باشگاه‌های انگلیسی به رقابت‌های اروپایی به دلیل فاجعه ورزشگاه هیسل در سال ۱۹۸۵، نتوانست این دیدار را انجام دهد.

## دور دوم
| تیم ۱            | نتیجه‌نهایی  | تیم ۲                | بازی رفت | بازی برگشت |
| ---------------- | ----------- | -------------------- | -------- | ---------- |
| بایرن مونیخ      | ۷–۵         | آستریا وین           | ۴–۲      | ۳–۳        |
| اندرلشت          | ۴–۱         | اومانیا              | ۱–۰      | ۳–۱        |
| بوداپست هونود    | ۲–۴         | استوا بخارست         | ۱–۰      | ۱–۴        |
| زنیت سن پترزبورگ | ۳–۴         | باشگاه فوتبال کوسیسی | ۲–۱      | ۱–۳        |
| سروت ۱۸۹۰        | ۰–۱         | آبردین               | ۰–۰      | ۰–۱        |
| گوتبورگ          | ۵–۲         | فنرباغچه             | ۴–۰      | ۱–۲        |
| بارسلونا         | ۳–۳ (گ.خ.خ) | پورتو                | ۲–۰      | ۱–۳        |
| هلاس ورونا       | ۰–۲         | یوونتوس              | ۰–۰      | ۰–۲        |

## یک‌چهارم نهایی
| تیم ۱        | نتیجه‌نهایی  | تیم ۲                | بازی رفت | بازی برگشت |
| ------------ | ----------- | -------------------- | -------- | ---------- |
| بایرن مونیخ  | ۲–۳         | اندرلشت              | ۲–۱      | ۰–۲        |
| استوا بخارست | ۱–۰         | باشگاه فوتبال کوسیسی | ۰–۰      | ۱–۰        |
| آبردین       | ۲–۲ (گ.خ.خ) | گوتبورگ              | ۲–۲      | ۰–۰        |
| بارسلونا     | ۲–۱         | یوونتوس              | ۱–۰      | ۱–۱        |

دور رفت بازی بارسلونا - یوونتوس به میزبانی بارسلونا در نیوکمپ، با حضور ۱۲۰٫۰۰۰ تماشاگر، با برتری بارسلونا رکورد حضور تماشاگر در نیوکمپ تا الآن را شکسته است.

## نیمه‌نهایی
| تیم ۱   | نتیجه‌نهایی  | تیم ۲        | بازی رفت | بازی برگشت |
| ------- | ----------- | ------------ | -------- | ---------- |
| اندرلشت | ۱–۳         | استوا بخارست | ۱–۰      | ۰–۳        |
| گوتبورگ | ۳–۳ (۴–۵ پ) | بارسلونا     | ۳–۰      | ۰–۳        |

## فینال
| استوا بخارست                                          | ۰–۰ (و.ا.)        | بارسلونا                                                            |
| ----------------------------------------------------- | ----------------- | ------------------------------------------------------------------- |
|                                                       | گزارش MatchCentre |                                                                     |
| ضربات پنالتی                                          |                   |                                                                     |
| Majearu · لاسلو بولونی · ماریوس لاکاتوش · گابی بالینت | ۲–۰               | خوزه رامون الکسانکو · آنخل پدرزا · پیچی آلونسو · مارکوس آلونسو پنیا |

نکته جالب اینجا است، که در مرحله یک چهارم نهایی این دوره از رقابت‌ها در ورزشگاه نیوکمپ تعداد تماشاگران ۱۲۰٫۰۰۰ نفر بود. این در حالیست که در مرحله فینال، تعداد تماشاگران ۵۰٫۰۰۰ نفر کمتر بوده است.

## قهرمان
| قهرمان جام باشگاه های اروپا ٨۶-١٩٨۵ |
| ----------------------------------- |
| استوا بخارست                        |
| اولین قهرمانی                       |

## گلزنان برتر
| رتبه | بازیکن           | باشگاه               | گل |
| ---- | ---------------- | -------------------- | -- |
| ۱    | توربیون نیلسون   | گوتبورگ              | ۷  |
| ۲    | Lajos Détári     | بوداپست هونود        | ۵  |
| ۲    | Ismo Lius        | باشگاه فوتبال کوسیسی | ۵  |
| ۲    | Victor Pițurcă   | استوا بخارست         | ۵  |
| ۲    | آلدو سرنا        | یوونتوس              | ۵  |
| ۶    | پربن الکیر لارسن | هلاس ورونا           | ۴  |
| ۶    | Andreas Andreou  | اومانیا              | ۴  |
| ۶    | تونی پولستر      | آستریا وین           | ۴  |
| ۹    | پیچی آلونسو      | بارسلونا             | ۳  |
| ۹    | پر فریمان        | اندرلشت              | ۳  |
| ۹    | John Hewitt      | آبردین               | ۳  |
| ۹    | دیتر هوئنس       | بایرن مونیخ          | ۳  |
| ۹    | جورای            | پورتو                | ۳  |
| ۹    | متس مگنوسون      | سروت ۱۸۹۰            | ۳  |
| ۹    | Reinhold Mathy   | بایرن مونیخ          | ۳  |
| ۹    | میشل پلاتینی     | یوونتوس              | ۳  |
| ۹    | رولاند فولفارث   | بایرن مونیخ          | ۳  |
| ۹    | Yuri Zheludkov   | زنیت سن پترزبورگ     | ۳  |